# Zachłystowe zapalenie płuc
Zachłystowe zapalenie płuc, zespół Mendelsona – chemiczne zapalenie płuc powodowane aspiracją treści żołądkowej do drzewa oskrzelowego i płuc. 
Zachłystowe zapalenie płuc u noworodków powodowane jest niekiedy wadą rozwojową polegającą na niewłaściwym oddzieleniu tchawicy od przełyku. Przełyk rozdziela się na dwa odcinki – bliższy i dalszy – i może dojść do aspiracji treści pokarmowej przez odcinek dalszy przełyku do tchawicy i tą drogą do oskrzeli. Wadę tę zalicza się do przetok tchawiczo-przełykowych.
Alternatywna nazwa pochodzi od nazwiska Curtisa Mendelsona.